# Воля Якубова
Воля Якубова (укр. Воля Якубова) — село в Дрогобычской городской общине Дрогобычского района Львовской области Украины.
Население по переписи 2001 года составляло 302 человека. Занимает площадь 2,94 км². Почтовый индекс — 82134. Телефонный код — 3244.

## История
В 1946 г. указом ПВС УССР село Воля Якубова переименовано в Волю.